# Spirorbis unicornis
Spirorbis unicornis är en ringmaskart som beskrevs av Bailey och Harris 1968. Spirorbis unicornis ingår i släktet Spirorbis och familjen Serpulidae. Inga underarter finns listade i Catalogue of Life.